# The Elder Scrolls VI
The Elder Scrolls VI est un projet de jeu vidéo de rôle et d'action développé par le studio américain Bethesda Game Studios et édité par Bethesda Softworks. Il s'agit du sixième opus de la série de jeux The Elder Scrolls, après Arena (1994), Daggerfall (1996), Morrowind (2002), Oblivion (2006) et Skyrim (2011).
Sa mise en chantier est dévoilée par le directeur de jeu Todd Howard à l'E3 2018, alors qu'il est encore en pré-production. Étant donné que les équipes de développement de Bethesda sont concentrées à la fin des années 2010 et au début des années 2020 sur la sortie de Starfield (2023), The Elder Scrolls VI n'entre finalement en phase de production que vers 2023, et n'est pas prévu pour une sortie avant 2028.

## Développement
Le projet de The Elder Scrolls VI est dévoilé par le directeur de jeu Todd Howard à l'E3 2018, alors qu'il est en phase de pré-production. Cette annonce fait grand bruit dans l'industrie, au point que l'année suivante, alors qu'il n'en est pas fait mention à l'E3 2019, la presse le voit comme l'un des grands absents. 
Bien qu’annoncé en 2018, le jeu est toujours en phase de design trois ans plus tard en 2021. En effet, la grande majorité des équipes de Bethesda Game Studios est sur le développement de Starfield, le prochain gros RPG du studio, dont la sortie est prévue pour le 6 septembre 2023. The Elder Scrolls VI est développé sur une version révisée de leur moteur de jeu, le Creation Engine 2, la première version utilisée depuis Oblivion en 2006 se faisant vieillissante,.
En août 2023, au détour d'un entretien, un dirigeant de Bethesda indique que le projet a quitté sa phase de pré-production et est désormais en production. À cette époque, les équipes d'Xbox anticipent que le jeu a encore au minimum cinq ans de développement devant lui. Un plan de stratégie de Microsoft, qui a racheté entretemps les studios et la structure d'édition de Bethesda, mentionne que le jeu n'est pas prévu pour sortir avant 2026 au plus tôt.

## Commercialisation
Le jeu est conçu pour être disponible sur les plateformes Xbox Series et Windows, possiblement via l'abonnement Xbox Game Pass dès sa sortie. Phil Spencer, dirigeant de la branche vidéoludique de Microsoft, prévient à plusieurs reprises en 2021, et en 2023 que le jeu est prévu pour être exclusif à la Xbox Series et à Windows, donc sans commercialisation sur la console PlayStation 5, de leur rival Sony.